# Alfarnate
Alfarnate és un municipi d'Andalusia, a la província de Màlaga. Limita al N i NE amb Granada, al SE i E amb Alfarnatejo, i al NO amb Villanueva del Rosario i Villanueva del Trabuco

## Toponímia
El nom del poble prové de la paraula àrab Al-farnat, que significa molí de farina. Té com patrona a la Mare de Déu de Monsalud.